# 杉卓弥
杉 卓弥（すぎ たくや、1974年8月4日 - ）は、秋田テレビの社員で元アナウンサー。

## 人物
- 神奈川県横浜市生まれ。東京都府中市育ち。錦城学園高等学校、中央大学法学部卒業。
- 1999年さくらんぼテレビにアナウンサーとして入社。18年間勤務後の2017年3月退社。同年4月に本籍を山形県に残した状態で同じFNS系列の秋田テレビに移籍した。
- 2023年3月31日付でアナウンサー業務から離れ、営業推進事業部に異動。

## 過去の担当番組
さくらんぼテレビ時代
- 昼ドキ!TV　やまがたチョイす
- SAYスーパーニュース
- さくらんぼテレビ　みんなのニュース
- さくらんぼテレビ ユアタイム クイック
- ブルイズ!モンテディオ
- さくらんぼテレサーチ
- 月刊さくらんぼ通信

秋田テレビ時代
- AKTユアタイム クイック（不定期、シフト）[注釈 1]
- プライムニュースあきた
- Live News あきた（2019年4月 - 2020年3月）[注釈 2]
- 石垣政和の朝っぱらから失礼します。
- 土曜LIVE!あきた(2021年4月3日 - 2023年3月25日)